# Free Elli – Die Rettung des Elefantenbabys
Free Elli – Die Rettung des Elefantenbabys ist ein Tierspielfilm von Regisseur George Miller, gedreht im Jahr 1995 in Kenia.

## Handlung
Die Australierin Beverly fliegt mit ihrem Sohn Matt in den Urlaub nach Kenia. Dort machen sie eine Safari und stoßen auf eine Tierwaisen-Station. Matt freundet sich schon bald mit Jomo, dem Sohn des Station Leiters an. Jomo ist als Elefantenjunge die Ziehmutter der jungen Elefantenkuh Elli. Als Beverly ihrem Sohn die Nachricht übermittelt, dass Matts Vater, der getrennt von der Familie lebt, nicht nach Kenia nachreisen wird und sie außerdem sehr viel Zeit mit dem sympathischen Wildhüter Clive verbringt, verschlechtert sich das Verhältnis zwischen Mutter und Sohn. Als die Station Elli aus finanziellen Gründen an den Tierhändler Ethridge verkaufen muss, beschließen Matt und Jomo, den Elefanten zu befreien und auszuwildern.
Mit seinem eigenen Elektroschocker bedrohen die Jungs Ethridge und befreien Elli. Voller Wut heuert dieser die zwei Wilderer Vilias und Jubo an. Nachdem eine Begegnung mit einem Löwenrudel überlebt wurde, scheitert der Versuch, Elli in eine Elefantenherde zu integrieren.  Dank der Hilfe eines Massai-Stammes können sie Ethridge und seinen Handlangern entkommen. In einer naheliegenden Kleinstadt verdienen sich Matt und Jomo illegal Geld, indem sie Touristen gemeinsame Bilder mit Elli verkaufen. Als Polizisten dieses entdecken, flüchten die Drei und Elli verursacht Chaos. Alle drei kommen ins Gefängnis, können aber dank Elli fliehen.
Als sie sich wieder in der Savanne befinden, holt sie Ethridge ein. Während der Verfolgungsjagd verunglückt dieser schwer mit seinem Fahrzeug. Matt und Jomo können ihn gerade noch rechtzeitig aus dem brennenden Fahrzeug retten. Währenddessen verhaftet die Polizei Vilias und Jubo. Aus Dankbarkeit verzichtet Ethridge auf den Elefanten und beobachtet gemeinsam mit den Jungs und den dazu gestoßenen Beverly, Clive und dem Leiter der Station Lenono Batiany wie eine Elefantenherde Elli aufnimmt. Am Ende des Films schwört Matt, dass er nächstes Jahr zu Besuch kommt.

## Rezeption
„Während der Ferien in Kenia freundet sich ein australischer Junge mit einem gleichaltrigen Massai an, der ihm die Zöglinge einer Tierwaisen-Station zeigt. Besonders angetan hat es den beiden das Elefantenbaby Ellie. Als Ellie eines Tages an einen zwielichtigen Tierhändler verkauft wird, starten die Jungen eine Befreiungsaktion, die in eine abenteuerliche Flucht mündet. Kindgemäßer Tierfilm von George Miller (‚Snowy River‘).“